# Торе дел'Орзо (Лече)
Торе дел'Орзо (итал. Torre dell'Orso) је насеље у Италији у округу Лече, региону Апулија.
Према процени из 2011. у насељу је живело 73 становника. Насеље се налази на надморској висини од 14 м.